# Justí Pepratx
Justí Pepratx (en francès Justin Pépratx; Ceret, 6 de maig del 1828 - Perpinyà, 11 de desembre del 1901) va ser un erudit catalanista, escriptor i traductor nord-català. Per a algunes de les seves obres, usà el pseudònim Pau Ferriol de Ceret.
Pepratx fou un dels membres més actius de la renaixença catalana a la Catalunya Nord. Va editar, a partir de 1880, els refranys populars nord-catalans aplegats en un volum: Ramellets de proverbis, maximas, refrans y adagis catalans. També va publicar el 1884, amb el pseudònim Pau Farriol (sic) de Ceret, un recull de versos catalans Espigas y flors, i el 1888 va aplegar peces de teatre versificades i cançons.
Aquest escriptor va ser qui va fer la traducció francesa de les obres de Jacint Verdaguer amb qui mantingué una correspondència abundant. La seua traducció de L'Atlàntida tingué cinc edicions successives. Li fou atorgat el títol de mantenidor dels Jocs Florals de Barcelona el 17 de desembre de 1883. Justí Pepratx esdevingué membre del Consistori el 1884, i fou designat per a pronunciar el discurs de gràcies. Fou nomenat cavaller de l'ordre reial de Carles III d'Espanya, el 1885. A Perpinyà, Pepratx va assistir, mants cops, a les assemblees municipals, literàries, financeres i econòmiques. Per al seu enterrament Verdaguer escrigué un article Enterro de Justí Pepratx publicat a Lo Pensament Català (el 5 de gener de 1902).
El seu fill, del mateix nom, fou un dels fundadors i el director de l'Estudiantina de Perpinyà.

## Obres
- Société pour le développement et la défense du commerce et de l'industrie des Pyrénées-Orientales - Rapport sur le but et les avantages de la Société.  Perpinyà: Mlle Antoinette Tastu, 1870.[1]
- Ramellets de proverbis, maximas, refrans y adagis catalans (1880) («exemplar digitalitzat».)
- Espigas y flors (1884) (conté prop de cent comparacions populars) («exemplar digitalitzat». Arxivat de l'original el 2015-10-01. [Consulta: 1r octubre 2015].)
- L'Estudiantina catalana (1885) («exemplar digitalitzat».)
- Canigó: Etude bibliographique du nouveau poème catalan de Jacinto Verdaguer(1887) («exemplar digitalitzat».)
- Pa de casa: llibret de versos d'en Pau Farriol de Ceret (1888) («exemplar digitalitzat».)

### Traduccions
De Jacint Verdaguer al francès:
- L'Atlàntida: L'Atlantide (1884)
- Le Roussillon: fragment du poème inédit Lo Canigó (1886)
- Lo somni de Sant Joan. Llegenda del Sagrat Cor de Jesús: Le songe de Saint Jean. Légende du Sacré Coeur de Jésus (1888)
- Jesús infant: La fugida d'Egipte: Jésus enfant : poème catalan (1896)
- Flors del Calvari. Llibre de consols: Fleurs de Calvaire. Livre de consolations (1897)